# الانشقاق العظيم
الانشقاق العظيم ويُسمّى أحيانًا انشقاق الشرق والغرب أو انشقاق القسطنطينية وروما أو انشقاق العام 1054 أو الانشقاق الأوروبي العظيم هو انقسامٌ أصاب الجماعة الدينية المسيحية الخلقيدونية التي انقسمت إلى ما أصبح يُعرف الآن باسم الكنيسة الرومانية الكاثوليكية والكنيسة الشرقية الأرثوذكسية، الجماعة التي استمرت حتى خمسينيات القرن الحادي عشر. يُعتبر الانشقاق تتويجًا للخلافات اللاهوتية والسياسية بين الشرق الأرثوذكسي والغرب الكاثوليكي والذي تعمّقت هوّته خلال القرون المتعاقبة.
سبق الانشقاق العظيم الذي وقع بشكل رسميّ في العام 1054، العديد من الخلافات الكنسيّة والنزاعات اللاهوتية والطقسية بين الشرق الإغريقي الأرثوذكسي والغرب اللاتيني الكاثوليكي على مستوى المسيحية الأوروبية. كان من بين هذه الخلافات البارزة مسألة انبثاق الروح القدس، ومسألة ما إذا يجب استعمال الخبز المخمّر في الأفخارستيا (القربان المقدّس) أم لا، وأحقية ادعاء بابا روما بامتلاكه سلطة بابوية عالمية، وموقع بطريرك القسطنطينية المسكوني فيما يتعلق بالنظام البطريركي الخماسي.
في العام 1053، اتُّخذت أول الخطوات التي أدّت إلى الانشقاق الرسمي: إذ عُرِض على الكنائس الإغريقية في جنوب إيطاليا إمّا أن أن تلتزم بالممارسات الكنسيّة اللاتينية أو تُغلَق. ردّاً على ذلك، أمر بطريرك القسطنطينية المسكوني ميخائيل سرولاريوس الأول بإغلاق جميع الكنائس اللاتينية في القسطنطينية. في العام 1054، سافر وفد أرسله البابا ليو التاسع إلى القسطنطينية لأسباب تتعلق برفض منح البطريرك سرولاريوس لقب «البطريرك المسكوني» والإصرار على انتزاع اعترافه بسلطة بابا روما على جميع الكنائس. كان الهدف الرئيسي من إرسال الوفد البابوي هو طلب المساعدة من الإمبراطور البيزنطي بعد الغزو النورماندي لجنوب إيطاليا، ولوضع حدّ للانتقادات الأخيرة التي بثّها كبير أساقفة أوخريد ضد استخدام الخبز غير المخمّر وغيرها من الطقوس الدينية الغربية، وهي الانتقادات التي كان يدعمها البطريرك سرولاريوس.
يقول المؤرخ آكسيل باير إن المندوب البابوي أُرسل ردّاً على رسالتَين، إحداهما من الإمبراطور طلبًا للمساعدة في تنظيم حملة عسكرية مشتركة بين الإمبراطوريّتين الشرقية والغربية ضد النورمانديين، والأخرى من سرولاريوس. بعد رفض سرولاريوس ما طُلب منه، قام رئيس الوفد البابوي، الكاردينال الفرنسي همبرت سيلفا-كانديدا، بحرمانه كنسيّاً، وبالمقابل ردّ سرولاريوس بمعاقبة همبرت سيلفا-كانديدا وباقي الوفد البابوي بالحرمان الكنسي. كان هذا النزاع هو أول فِعل في عملية دامت لقرون طويلة نجم عنها الانشقاق الكامل.
تبقى شرعيّة فعل الوفد البابوي موضع شكّ، إذ إن البابا كان قد توفّي، والحرمان الكنسي الذي عُوقب به سرولاريوس جاء منهم شخصيّاً وليس من البابا. ومع ذلك، فقد انقسمت الكنيسة لأسباب عقائدية، ولاهوتية، ولغوية، وسياسية، وجغرافية في شرخٍ لم يلتئم أبداَ، إذ يُوجه كلّ طرف للطرف الآخر اتهامات الوقوع في الهرطقة وابتداء الانقسام. وكان مِمّا صعّب عملية المصالحة الحروب الصليبية التي قادها الفرع اللاتيني، ومذبحة المسيحيين اللاتينيين في القسطنطينية في العام 1182، والانتقام الغربي في نهب سالونيك في العام 1185، والاستيلاء على القسطنطينية ونهبها في الحملة الصليبية الرابعة في العام 1204، وفرض بطاركة لاتينيين. أدى إنشاء بطريركيات دينية لاتينية في دول الحملات الصليبية إلى وجود متنافسَين على المنصب لكلّ مِن أنطاكية، والقسطنطينية، والقدس؛ الأمر الذي رسّخ وجود الانشقاق. لم تُفلح عدّة محاولات للصلح في ردم الهوّة بين الفريقين. في العام 1965، ألغى كلّ مِن البابا بولس السادس وبطريرك القسطنطينية المسكوني أثيناغوراس الأول أناثيما العام 1054. في حين أن هذا الإبطال بحقّ الإجراءات التي اتُّخذت ضد أفرادٍ قد مثّل بادرة حسن نيّة، ولكنه لم يشكل أي نوعٍ من إعادة الاتحاد. ما تزال الاتصالات بين الجهتين مستمرة: ففي كل عام يحضر وفد من كلّ جهة احتفال الطرف الآخر بعيد القديس الراعي، القديسان بطرس وبولس (في 29 يونيو) في حالة روما، والقديس آندرو (في 30 نوفمبر) في حالة القسطنطينية. وحدثت العديد من الزيارات المتبادلة بين رؤساء الكنائس من أحدهما للآخر. عادةً ما وقعت جهودُ البطاركة المسكونيين للمصالحة مع الكنيسة الكاثوليكية تحت نيران الانتقاد الشديدة التي وجّهها بعض الأرثوذكسيين الآخرين.